# Meslan
Meslan é uma comuna francesa na região administrativa da Bretanha, no departamento Morbihan. Estende-se por uma área de 37,23 km². Em 2010 a comuna tinha 1 452 habitantes (densidade: 39 hab./km²).